# Szent Mihály és Gábriel arkangyalok fatemplom (Beréd)
A berédi Szent Mihály és Gábriel arkangyalok fatemplom műemlékké nyilvánított épület Romániában, Szilágy megyében. A romániai műemlékek jegyzékében az  SJ-II-m-A-05025 sorszámon szerepel.